# Szvetlana Hrisztoforovna Grozdova
Szvetlana Hrisztoforovna Grozdova, oroszul: Светлана Христофоровна Гроздова (Rosztov, 1959. január 29. –) olimpiai bajnok szovjet-orosz tornász.

## Pályafutása
Nyolcévesen kezdett szertornával foglalkozni szülővárosában, Rosztovban. Az SZKA Rosztov versenyzője volt. A szovjet válogatott tagjaként az 1976-os montréali olimpián csapatban aranyérmet nyert társaival: Marija Filatovával, Nelli Kimmel, Olga Korbuttal, Elvira Szaagyival és Ljudmila Turiscsevával. A szovjet bajnokságokon két-két arany-, ezüst- és egy bronzérmet szerzett.
Az 1980-as években sportakrobatikával foglalkozott.  1984-ben Szófiában, 1988-ban Antwerpenben világ- és Európa-bajnok címet nyert.

## Sikerei, díjai
- Olimpiai játékok – csapat
  - aranyérmes: 1976, Montréal
- Szovjet bajnokság
  - bajnok (2): 1974 (gerenda), 1976 (egyéni)
  - 2. (2): 1976 (gerenda), 1976 (talaj)
  - 3.: 1974 (talaj)